# Воля-Дерезнянська
Воля-Дерезнянська (пол. Wola Dereźniańska) — село в Польщі, у гміні Білгорай Білґорайського повіту Люблінського воєводства. Населення — 385 осіб (2011).

## Історія
За даними етнографічної експедиції 1869—1870 років під керівництвом Павла Чубинського, у селі переважно проживали римо-католики, меншою мірою — греко-католики, які розмовляли українською мовою.
У 1975—1998 роках село належало до Замойського воєводства.

## Демографія
Демографічна структура станом на 31 березня 2011 року:
|          | Загалом | Допрацездатний вік | Працездатний вік | Постпрацездатний вік |
| -------- | ------- | ------------------ | ---------------- | -------------------- |
| Чоловіки | 199     | 36                 | 150              | 13                   |
| Жінки    | 186     | 41                 | 106              | 39                   |
| Разом    | 385     | 77                 | 256              | 52                   |